# Sarcophyton ehrenbergi
Sarcophyton ehrenbergi är en korallart som beskrevs av von Marenzeller 1886. Sarcophyton ehrenbergi ingår i släktet Sarcophyton och familjen läderkoraller. Inga underarter finns listade i Catalogue of Life.